# Свято-Николаевская церковь (Кожан-Городок)
Свято-Николаевская церковь (бел. Свята-Мікалаеўская царква) — православный храм и памятник архитектуры, историко-культурная ценность республиканского значения. Расположен в агрогородке Кожан-Городок на территории Лунинецкого района Брестской области Белоруссии.

## Особенности строения
Деревянная церковь выделяется изысканностью пропорций, с деревянными резными иконами, колоннами и статуями.
Пизанская церковь — это название она получила из-за крена 20—30 %, чему поспособствовали искусственная возвышенность, и неудачная реконструкция в 1956 году. Ни один из шести куполов не смотрит вертикально в небо.
Церковь не прекращала деятельности, ни во время войны, ни при советской власти, и в этом большая заслуга многих священников.

## История
Изначально храм построен Греко-католической (униатской) церковью. 
О церкви, под титулом святого Николая, которая находилась на погосте в центре местечка, сведений мало. Известно только, что в 1753 году церковь ещё существовала, что простояла не менее 145 лет, и позже была уничтожена пожаром. Также та церковь упоминается в 1756 году, когда Кожан-Городокская грекокатолическая церковь получила фундуш от Яна и Людовики Шчиттов.

В церковных визитах Кожан-Городка, написанных в 1758 году на польском языке, говорится: 
«церковь под титулом св. Николая … с давних времен сооружена. К унии возвращена … В форме креста. Из дерева … жестью белой покрыта и крест на ней железный. Под побочными часовнями и большим алтарем крыша гонтом покрыта …»
К 1797 году церкви уже не было и возникла острая необходимость возвести новую церковь вместо старой. Новая церковь была построена на кургане возле рыночной площади, песок на который наносили военнопленные французы в 1813 году. Деньги на строительство храма пожертвовал местный помещик Юзеф Щит-Немирович.
29 ноября 1813 года Кожан-Городокская униатская церковь заключает контракт на сооружение храма с Давид-Городокским мастером Александром Малиновским. Но Малиновский не закончил строительство и контракт с ним был расторгнут 10 мая 1816 года. Примерно через год подписан контракт с другими мастерами: закончить строительство обязались Симон Конопацкий, подданный Дяцелавицки, и Василий Листапад, подданный знатных господ Юзефа и Тэкли Шчытов, владельцев Кожан-Городка, Дребска, Цны… Согласно новому контракту, прихожане должны были на период строительства назначать ежедневно восемь батраков. Также было задействовано немало людей и на поставках материалов. Например, материалы для покрытия церкви — «гонталы и брынхталы» обязался доставить Давид-Городокский еврей Борух Ицкович. Над интерьером храма, который до сих пор украшает деревянная резьба в стиле ампир, работал местный художник Иосиф Остапчик.
В 1818 году стройка церкви завершена. Строение возвели в местном, «Полесском» стиле, однако в некоторых частях просматриваются черты барокко. Свой окончательный облик храм приобрёл после перестройки в 1876 году, во время которой с западной стороны церкви была пристроена трёхъярусная шатровая колокольня с тамбуром.
Всё это время церковь стояла на деревянных сваях, но в 1956 году по распоряжению Министерства культуры — отремонтировать крышу церкви и залить под ней фундамент, рабочие вытащили из-под церкви опорные сваи, нарушив тем самым оригинальную конструкцию. Со временем церковь стала проседать и в отдельных местах ушла под землю сантиметров на 25-30. Правда, на довоенных фотографиях видно, что купола уже в начале XX века смотрели в разные стороны. В 80 годах XX века поверх накренившегося старого пола постелили временный, чтобы выровнять церковь изнутри и проводить службы.

## Новейшее время

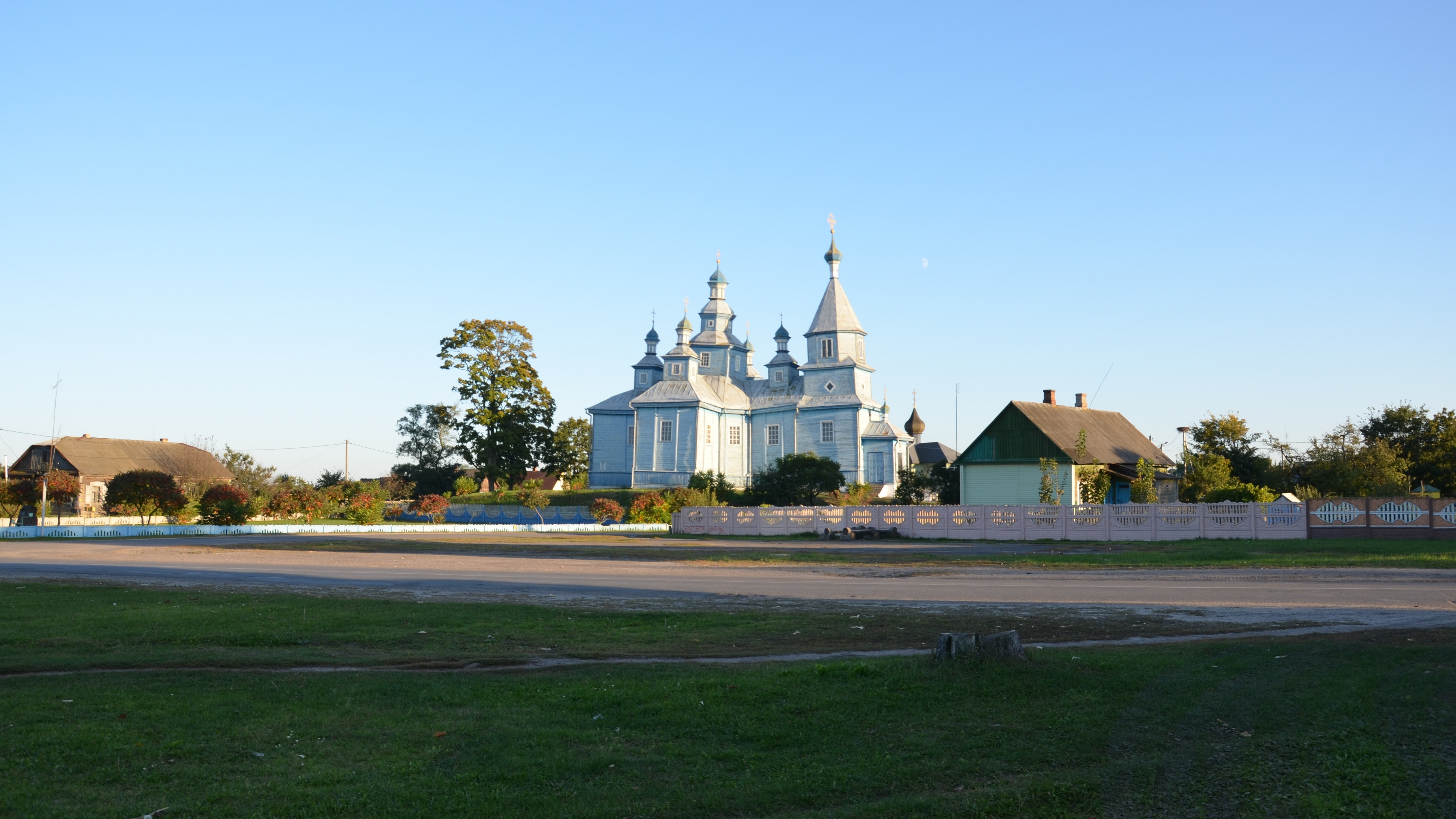
Свято-Николаевская церковь в Кожан-Городке, фото 2017 года

В наше время Свято-Николаевская церковь — действующая. Является памятником архитектуры 2 категории и охраняется государством. Внесена в состав познавательных туристических маршрутов.
В 2006 году рядом, с южной стороны церкви, построен небольшой храм в честь великомученика Димитрия Солунского. Новый храм стали называть «зимним» потому что храм Святителя Николая Чудотворца не отапливается, а в зимний период Богослужения совершаются в новом храме.
В 2018 году Свято-Николаевская церковь отмечает 200 лет. Для жителей Кожан-Городка это важное историческое событие, напоминающее о многовековой истории местечка и культуре прадедов.

## Архитектура
В архитектуре проявились черты местной школы зодчества барочного направления. Храм пирамидально-центричной композиции, состоит из пяти срубов, поставленных по кресту, и с колокольней над входом.
Крупное многоярусное строение подчёркнуто средним срубом, который выделяется своим объёмом, высотой и размерами венчающей части. Центральный восьмигранный сруб церкви увенчан двухъярусным верхом «восьмерик на четверике». К нему с 4 сторон примыкают прямоугольные в плане срубы: алтарная апсида с ризницей, бабинец и 2 боковых придела. И видимо, по причине стремления зодчего создать строго симметричный план, получили четвериковый характер и увенчаны одноярусными четвериковыми верхами.
Ширина четырёхгранных срубов определилась половиной диагонали восьмерика. Вся композиция храма вписывается в квадрат, то есть высота центрального верха равна общей длине сооружения. Высота подкупольного пространства боковых верхов определилась половиной диагонали квадрата, построенного на взаимно перпендикулярных осях храма. Как видим, в весьма своеобразном переработанном виде выступает античная система пропорций, внесённая византийскими мастерами на древнерусские земли.
На остальных четырёх срубах, расположенных симметрично, имеется по одной небольшой башенке с куполами. В целом создаётся пяти-купольная композиция пирамидальной формы, гармонично вписывающаяся в окружающий ландшафт.
Обособленно на планировочной оси церкви в притворе, пристроена трёхъярусная шатровая колокольня (восьмерик на двух четвериках) с тамбуром. Вход организован через низкий притвор под пологой двускатной крышей.
Наружная архитектура традиционно проста с минимальным использованием декоративных средств. Все внимание сосредоточено на венчающих частях, исполненных в формах барокко. Ярусы разделены развитым гонтовым отливом-карнизом. Гонтовый шатер и вальмовые крыши завершены фигурными декоративными башенками. Каждая башенка — глухой восьмерик на купольной основе, украшенный аркатурным фризом, завершённый сложным карнизом и небольшой луковичной главой с ажурным кованым позолоченным крестом.
Стены горизонтально обшиты досками, укреплены лопатками, и прорезаны прямоугольными и лучковыми оконными проёмами в простых наличниках, в звоннице прямоугольные и ромбические, присутствует художественное оформление переплётов оконных рам.

## Интерьер
В интерьере доминирует трёхсветное центральное помещение, в которое арочными проёмами раскрываются двухсветные помещения. Верхний центральный четверик поддерживается 4 столбами, укреплённый горизонтальной диагональной крестовиной. Притвор разделён на два яруса, на верхнем из которых расположены хоры, раскрытые в зал фигурной аркой. Внутри зал храма перекрыт пирамидальным сводом, переходы между ярусами срубов сделаны с помощью парусов.
Интерьер храма, над которым трудился местный мастер Иосиф Остапчик, богато украшен полихромной деревянной скульптурой и резьбой в стиле ампир. Со времен унии сохранились двухъярусный резной позолоченный иконостас, выполненный в технике накладной резьбы, и алтари. Центральный алтарь выполнен в виде двухъярусного портика и завершён скульптурой Иоанна Крестителя. Боковые алтари в пристройках оформлены рокайлями, пальметтами, фризами из растительных гирлянд, карнизами с иониками и сухариками капителями вроде тосканских. Реалистично трактованы скульптуры Петра и Павла, расположенные в первом ярусе центрального объёма.
В полумраке смотрят со стен потемневшие иконы. Самые древние — «Троица Новозаветная» и «Архистратиг Михаил» — относятся к XVIII веку. Иконы: «Благовещение» (XVIII век), «Рождество Христово» (граница XVIII—XIX веков), «Богоматерь с младенцем», «Святые Кузьма, Алексей и Демьян» (обе XIX век)
В храме находится храмовая икона Святителя Николая Чудотворца в резном киоте, который был построен в 1730 году и обновлён в 1883 и 2000 годах стараниями прихожан церкви. У иконы Святителя Николая Чудотворца висит лампада, подаренная Святым страстотерпцем Николаем II в честь восхождения его на Всероссийский престол 20 октября 1894 года, о чём и соответствует гравировка на самой лампаде.
Резные распятия и фигуры святых, находящиеся внутри церкви, интересны и неповторимы. Объединяясь, элементы создают особый и хорошо запоминающийся облик, одновременно торжественный и гармонично законченный.

## Легенды и предание
- Существует легенда, что эту церковь строили пленные французы. Она была возведена на кургане. Курган насыпали шапками, и работа была адской. Однако, геодезические исследования показали что грунт плотный, а возвышенность естественного происхождения
- Ещё одна легенда гласит что церковь была построена на костях — кургане-могильнике.
- Деревянная церковь построена без единого гвоздя, однако документы свидетельствует о закупке гвоздей при строительстве церкви.

## Видео
- Andrey Paulich. Жемчужина белорусского Полесья. YouTube (13 ноября 2017).
- Сіла веры. Свята-Мікалаеўская царква ў Кажан-Гарадку. YouTube. АТН "Белтелерадиокомпания" (9 марта 2018).
- Існасць. Свята-Мікалаеўская царква ў Кажан-Гарадку. YouTube. АТН "Белтелерадиокомпания" (20 ноября 2018).

## Галерея

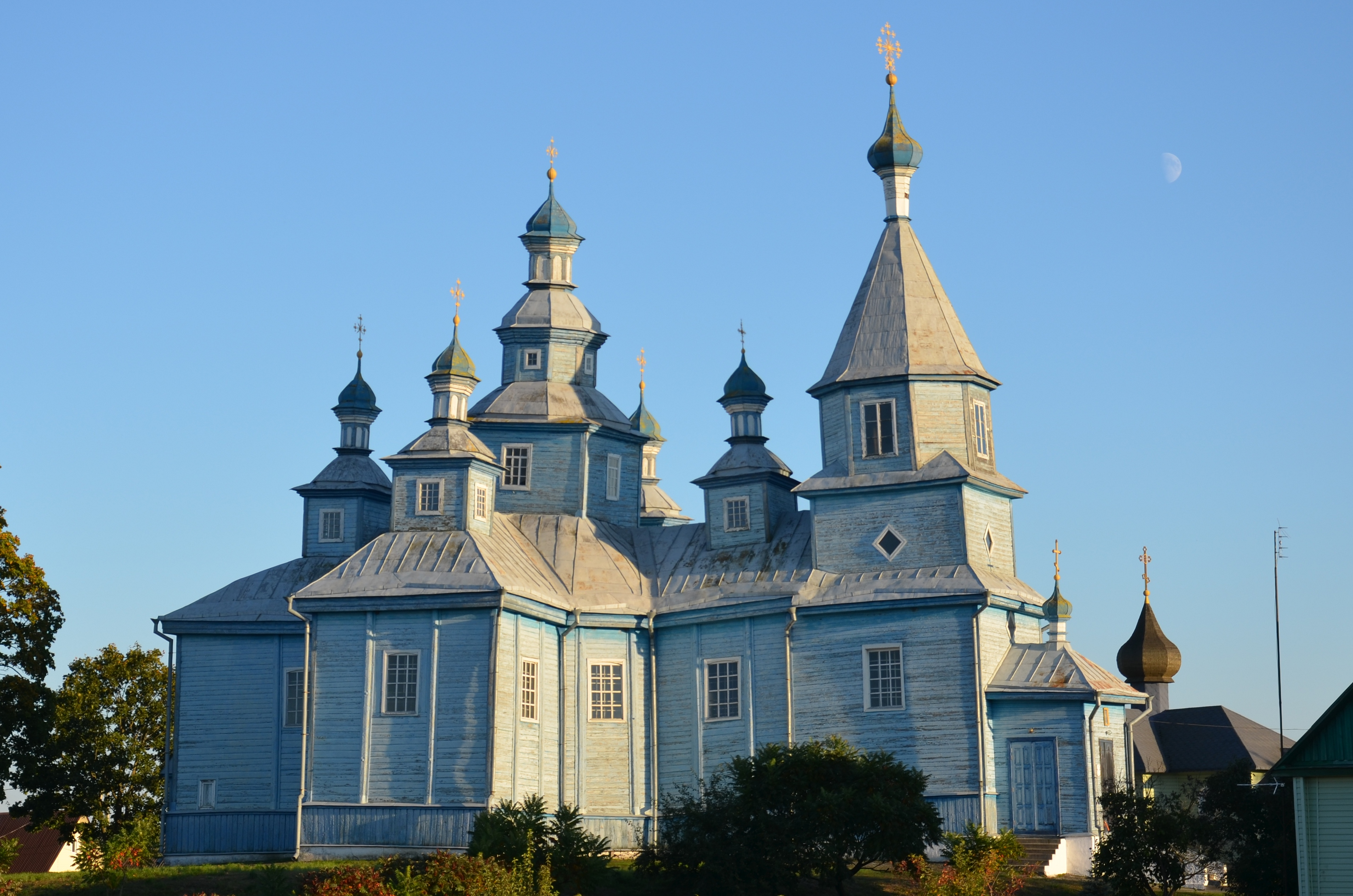
Свято-Николаевская церковь
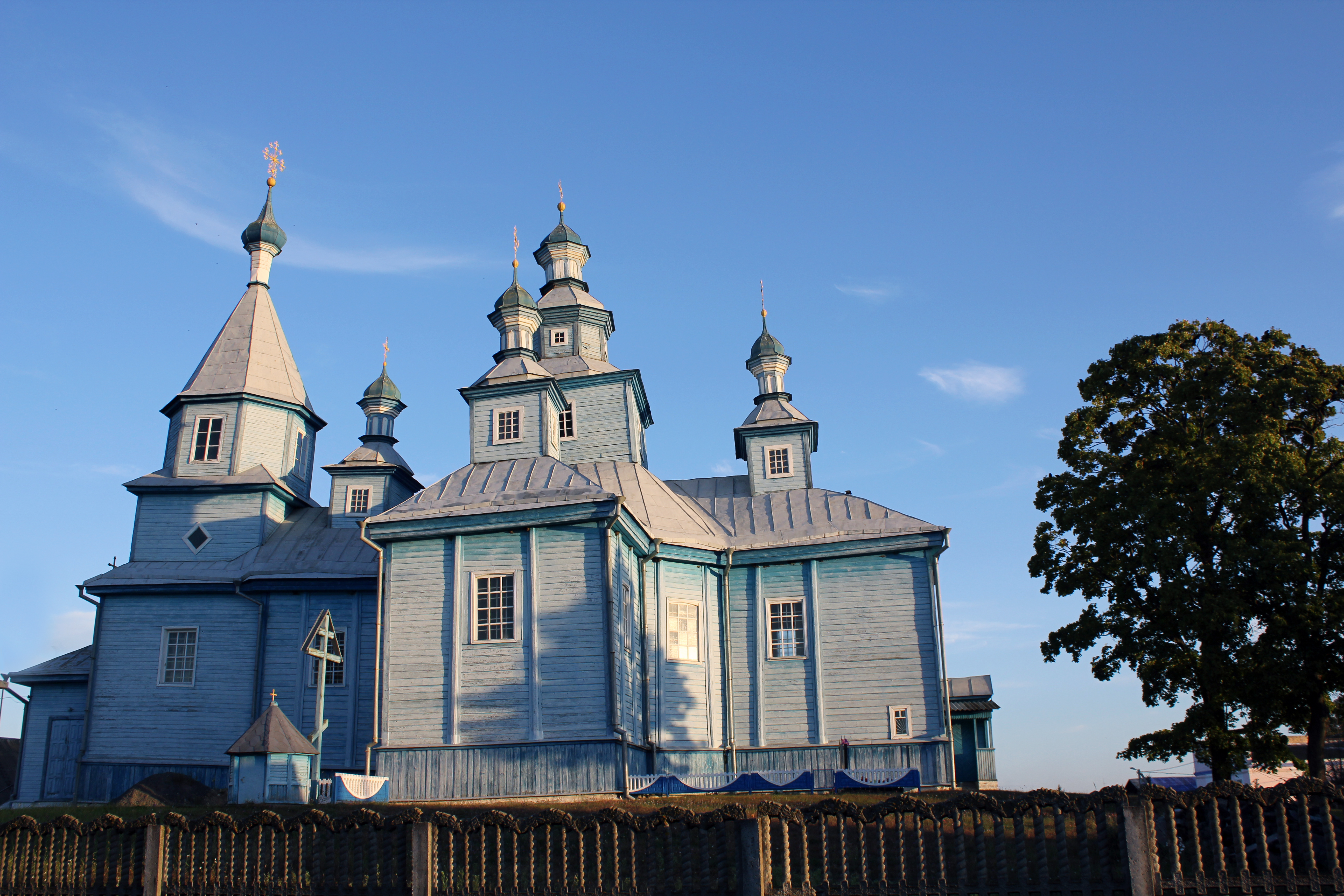
Свято-Николаевская церковь в наши дни